# Colchani

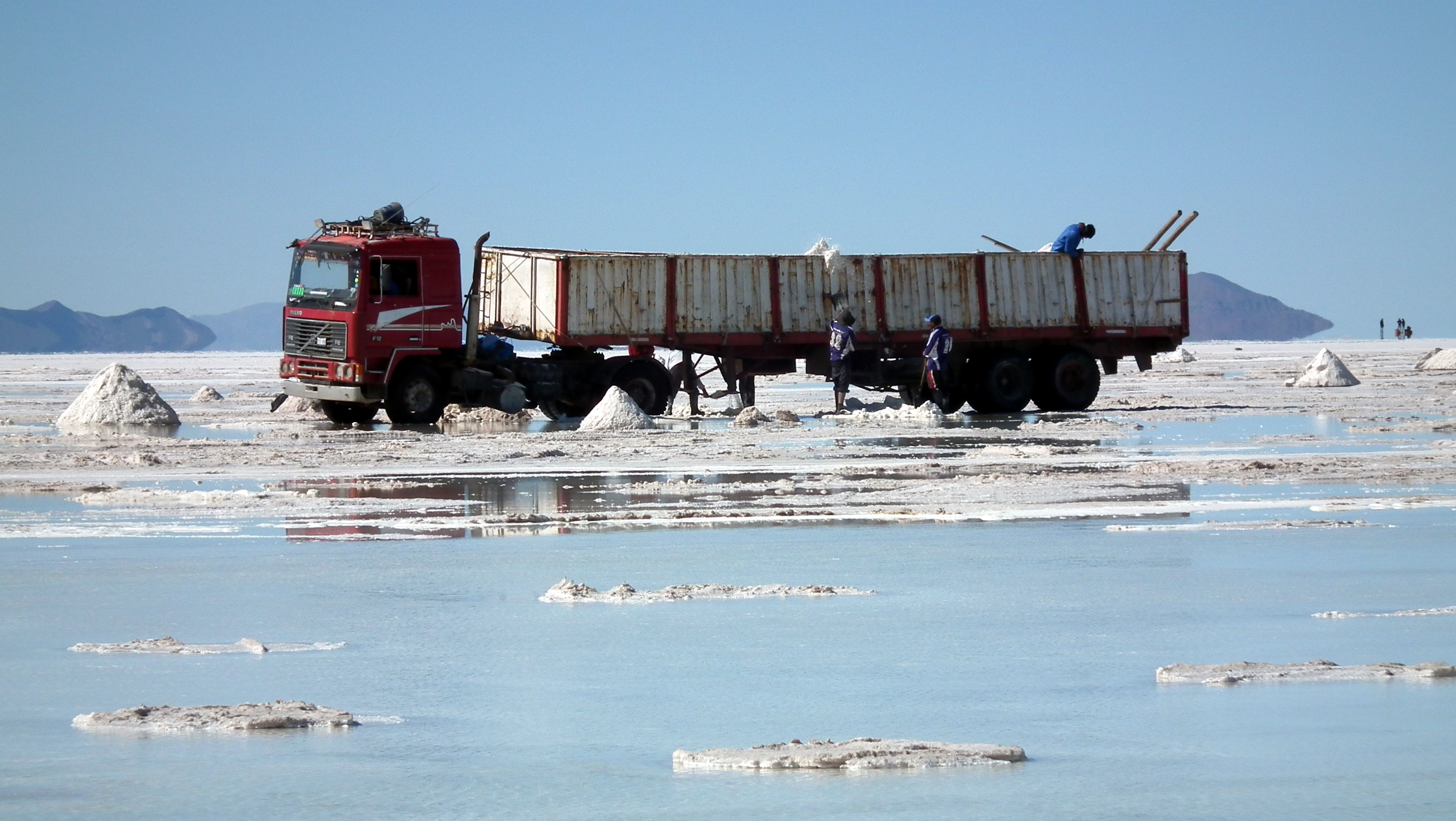
Salzabbau und Verladung auf LKW

Colchani ist eine Ortschaft im Departamento Potosí im Hochland des südamerikanischen Anden-Staates Bolivien.

## Lage im Nahraum
Colchani ist eine Ortschaft in der Provinz Antonio Quijarro und drittgrößter Ort im Municipio Uyuni. Die Ortschaft liegt auf einer Höhe von 3668 m am östlichen Ufer des Salar de Uyuni, mit 12.000 km² der größte Salzsee der Welt, und ist an dem Salzsee ein Zentrum der Salzgewinnung.

## Geographie
Colchani liegt auf dem bolivianischen Altiplano zwischen den Anden-Gebirgsketten der Cordillera Occidental im Westen und der Cordillera Central im Osten.
Das Klima in dieser Region am Salar de Uyuni ist arid, nur von Dezember bis März fallen nennenswerte Niederschläge zwischen 20 und 45 mm im Monat (siehe Klimadiagramm Uyuni), in den restlichen acht Monaten fällt nur sporadisch Niederschlag. Die mittlere Jahrestemperatur der Region liegt bei knapp 9 °C, die Monatsdurchschnittstemperaturen schwanken nur unwesentlich zwischen 5 °C im Juni/Juli und 11 °C von November bis März.

## Verkehr
Colchani liegt in einer Entfernung von 177 Straßenkilometern südwestlich von Potosí, der Hauptstadt des gleichnamigen Departamentos.
Von Potosí aus führt die Nationalstraße Ruta 5 über 198 Kilometer in südwestlicher Richtung bis Uyuni. Von dort führt die Ruta 30, die nördlich bis Challapata führt, nach 21 km durch Colchani.
Colchani hat einen Bahnhof an der Bahnstrecke Antofagasta–La Paz.

## Bevölkerung
Die Einwohnerzahl der Ortschaft Colchani (*= Cerdas/Colchani) ist in den vergangenen beiden Jahrzehnten angestiegen:
| Jahr | Einwohner  | Quelle       |
| ---- | ---------- | ------------ |
| 1992 | 799*       | Volkszählung |
| 2001 | 528 / 817* | Volkszählung |
| 2013 | 625        | Volkszählung |
| 2024 |            | Volkszählung |

Die Region weist einen deutlichen Anteil an Quechua-Bevölkerung auf, im Municipio Uyuni sprechen 43,4 Prozent der Bevölkerung Quechua.